# Jiří Douglas Sternberg
Jiří Douglas Vojtěch Damasus hrabě Sternberg (10. prosince 1888 Praha – 4. července 1965 Bruneck, Jižní Tyrolsko) byl český šlechtic, potomek šlechtického rodu Šternberků a vlastník hradu Český Šternberk.

## Život

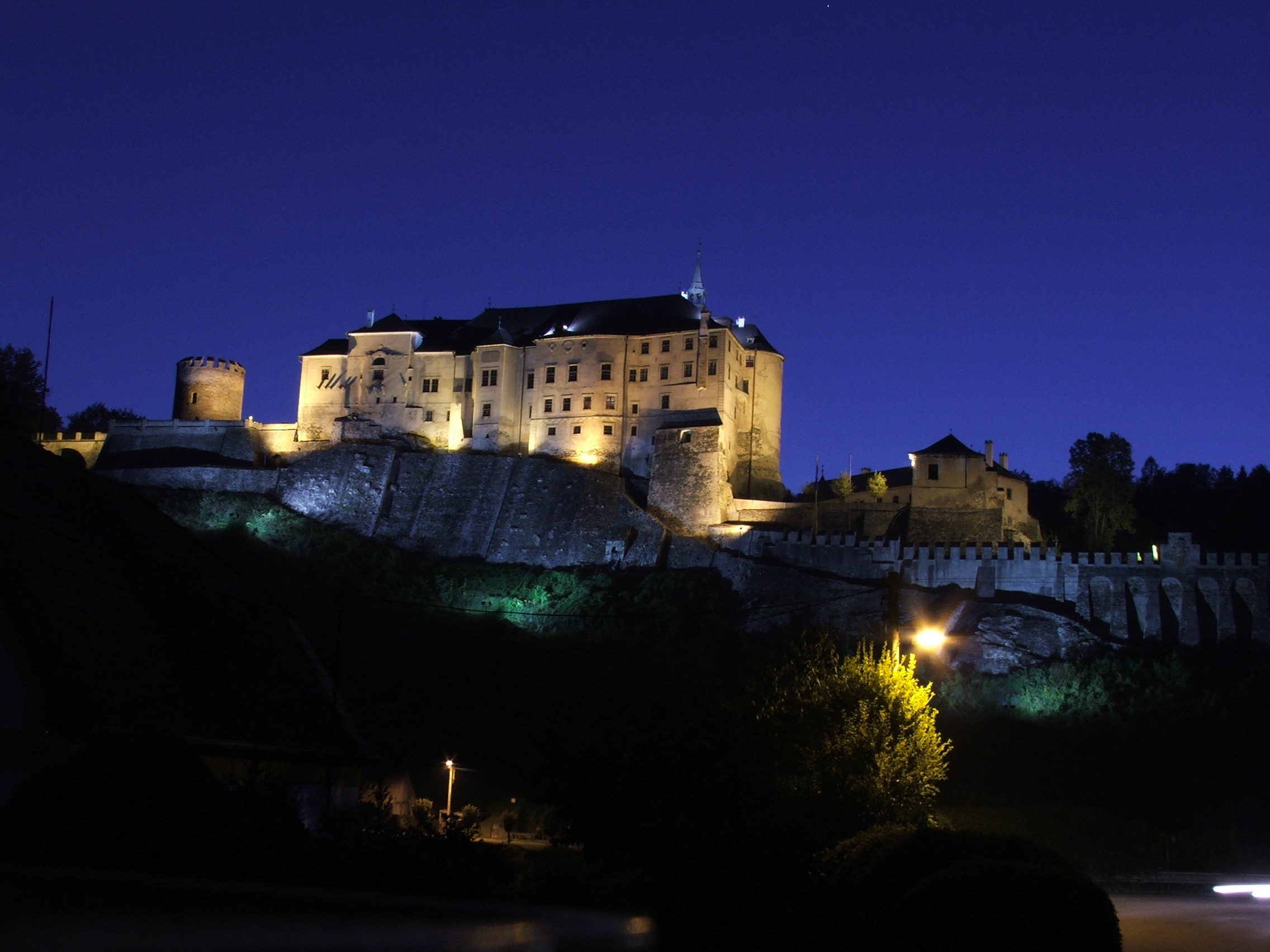
Hrad Český Šternberk

Narodil se 10. prosince 1888 v Praze jako druhý syn a druhý ze čtyř potomků hraběte Filipa Sternberga (1852–1924) a jeho manželky Karolíny hraběnky Thurn-Valsassina-Como-Vercelli (1863–1944).
Po strýci a otci zdědil statek Český Šternberk a Březinu. V září 1939 byl signatářem Národnostního prohlášení české šlechty. Za války byla na majetek uvalena vnucená správa a Jiří pracoval jako noční hlídač na stavbě.
Po válce byl nakrátko zvolen předsedou místního národního výboru. Jiří Sternberg vlastnil hrad Český Šternberk až do roku 1949, kdy byl hrad státem vyvlastněn. Podařilo se mu pak stát se správcem a působil tak ve funkci kastelána na svém bývalém hradě. Turisty tam provázel jedenáct let. Během svého působení sepsal inventář hradu, čímž mnoho původních předmětů zachránil.
V době komunistické zvůle ho okresní soud odsoudil ke třem letům vězení podmíněně za zatajení rodinných šperků a spekulaci s nimi. Společně s ním byla v připraveném procesu odsouzena ke dvěma letům podmíněně jeho sestra Terezie, provdaná Mensdorffová-Pouilly.
Zemřel při návštěvě příbuzných v Rakousku a byl pohřben na hřbitově v obci Aufhofen, kde bylo později uloženo i tělo jeho manželky Kunhuty. Na náhrobku je nápis:

Georg Reichsgraf 

 von Sternberg 

 * 10. 12. 1885 

 † 24. 7. 1965 

  R. J. P.
Kunigunde 

 Reichsgräfin 

 von Sternberg 

 geb. Gräfin 

 Mensdorf Poully 

 * 11. 1. 1899 

 † 19. 11. 1989

Poblíž je také pohřbena nejstarší dcera Anna a její manžel Rueff Seutter von Lötzen.

## Rodina
Jiří Sternberg se oženil 6. dubna 1921 v Chotělicích s hraběnkou Kunhutou (Kunigunde) Mensdorff-Pouilly (11. ledna 1899 Praha – 19. listopadu 1989 Dírná), dcerou Emanuela Mensdorff-Pouilly (5. září 1866 Peggau, Štýrsko – 28. března 1948 Český Šternberk) a jeho manželky (sňatek 12. červenec 1892 Praha) hraběnky Anny Marie Vestfálské z Fürstenbergu (18. února 1869 Chlumec u Chabařovic – 29. prosince 1948 Český Šternberk). Narodilo se jim devět dětí (čtyři synové a pět dcer):
- 1. Anna Marie Karolina Ignatia Scholastika Pia (10. 2. 1922 Český Šternberk – 16. 6. 2011 Innsbruck)
  - ∞ (6. 5. 1951 Hagenegg) Rueff Seutter von Lötzen (3. 11. 1906 Vídeň – 1. 4. 1985 Innsbruck)
- 2. Zdeněk Filip Maria Emanuel Jiří Ignatius (15. 8. 1923 Praha – 19. 1. 2021 Český Šternberk), restituoval hrad Český Šternberk
  - ∞ (10. 5. 1955 Praha) Alžběta Hrubá-Gelenj (28. 2. 1929 Červené Pečky – 6. 2. 2021 Český Šternberk), jejich syn:
    - 1. Filip (* 29. 10. 1956 Praha)
      - 1. ∞ (31. 12. 1992 Praha, rozvedeni 1996) Kateřina Vávrová (* 6. 3. 1971 Praha)
      - 2. ∞ (8. 4. 1998 Vídeň) Susane Friederike von Berg (* 20. 7. 1956 Mnichov)
- 3. Karolina Maria Filipína Anna Stanislava Ignatia (6. 11. 1924 Praha – 10. 7. 2021 Dírná)
  - ∞ (25. 9. 1947 Český Šternberk) hrabě Maximilian Josef Wratislav z Mitrowicz (5. 11. 1917 Dírná – 7. 4. 2002 Dírná)
- 4. Emanuel Petr Filip Maria Ignatius (11. 2. 1927 Praha – 2013)
  - ∞ (27. 9. 1957 Kiel) Helena von Plessen (* 8. 2. 1933 Berlín)
    - 1. Marie Anna (* 4. 3. 1959 Arnsberg)
      - ∞ (8. 5. 1987 Schmallenberg-Bracht) Hubertus Schulte-Heinemann (* 7. 11. 1960 Meschede)

    - 2. Stephanie (* 13. 5. 1962 Kiel)
      - ∞ (21. 9. 1995 Meschede) Johannes Wegener (* 3. 5. 1960 Meschede)

    - 3. Leopold (* 15. 11. 1972 Bochum)
- 5. Filip Leopold Adam Václav Ignatius Maria (* 27. 10. 1929 Praha)
  - ∞ (4. květen 1955 Vorhelm) Maria Elisabeth Sophia Agatha Monika Droste zu Vischering (* 8. 9. 1932 Vorhelm – 6. 2. 1988 Ottmarsbocholt), jejich děti:
    - 1. Theresa (* 20. 8. 1956 Darfeld – 28. 6. 1988 Hamburk)
    - 2. Ludmila (* 4. 4. 1959 Lüdinghausen)
      - ∞ (10. 5. 1982 Ottmarsbocholt) Ferdinand Korff-Harkotten (* 1. 9. 1949 Bad Lear)

    - 3. Aglay (* 30. 3. 1967 Lüdinghausen)
      - ∞ (26. 8. 1995 Ottmarsbocholt) Joseph Schulze-Wartenhorst (* 6. 10. 1962 Mnichov)
- 6. Terezie Maria Ignatia Anna Karolína Emilia (* 14. 2. 1934 Praha – 29. 5. 2012 Praha), prodavačka pražského antikvariátu[10]
  - ∞ (12. 9. 1960 Český Šternberk) Bedřich Hrubý z Gelenj (8. 10. 1927 Červené Pečky – 27. 12. 2024 Uhlířské Janovice)
- 7. Kašpar (* 23. 10. 1935 Praha – 15. 12. 2010 Mnichov)
  - ∞ (21. 7. 1973 Velhartice) Ursula Linck (* 21. 2. 1937 Tübingen), jejich dcera:
    - 1. Karoline (* 2. 2. 1977 Mnichov)
- 8. Jan Bosco (25. 11. 1936 Praha – 14. 9. 2012), restituoval zámek Jemniště
  - ∞ (4. 7. 1964 Vejprnice) Marie Leopoldina Lobkowiczová (* 8. 12. 1943 Plzeň), jejich děti:
    - 1. Jiří (* 29. 11. 1968 Senden, Bavorsko)
      - ∞ (25. 11. 1995 Jemniště) Petra Říhová (* 21. 2. 1975 Jindřichův Hradec)

    - 2. Kateřina (* 2. 1. 1974 Plzeň)
      - ∞ (6. 7. 1996 Jemniště) Petr Žák (* 10. 3. 1974 Klatovy)
- 9. Marie Viktorie (* 14. 8. 1941 Praha)
  - ∞ (22. 5. 1965 Praha) Josef Kopeček (* 14. 1. 1933 Praha)